# Tratado Anglo-Holandês de 1824
O Tratado Anglo-Holandês de 1824, também conhecido como Tratado de Londres, foi um tratado assinado entre o Reino Unido e a Holanda em Londres em 17 de março de 1824. O tratado deveria resolver disputas decorrentes da execução do Tratado Anglo-Holandês de 1814. Para os holandeses, foi assinado por Hendrik Fagel e Anton Reinhard Falck, e para os britânicos, George Canning e Charles Williams-Wynn.

## História

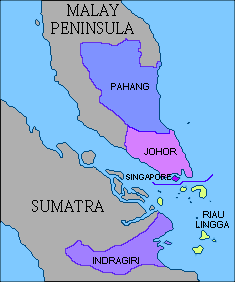
Partição do Império Johor antes e depois do Tratado Anglo-Holandês de 1824
---- Sob influência britânica:
Sultanato Johor
Reino de Pahang
Cingapura
---- Sob influência holandesa:
Sultanato de Indragiri
Sultanato de Riau-Lingga

O Tratado Anglo-Holandês de 1824, concebido para resolver muitos dos problemas que surgiram pela ocupação britânica das possessões coloniais holandesas durante as Guerras Napoleônicas, bem como aqueles relativos aos direitos de comércio que existiram por centenas de anos nas Ilhas das Especiarias entre as duas nações, era um tratado que abordava uma ampla gama de questões e não descrevia claramente as limitações de expansão de qualquer um dos lados no mundo malaio.
O estabelecimento britânico de Singapura na Península Malaia em 1819 por Sir Stamford Raffles exacerbou a tensão entre as duas nações, especialmente porque os holandeses alegaram que o tratado assinado entre Raffles e o Sultão de Johor era inválido e que o Sultanato de Johor estava sob esfera de influência holandesa. As questões em torno do destino dos direitos comerciais holandeses na Índia britânica e nas antigas possessões holandesas na área também se tornaram um ponto de discórdia entre Calcutá e Batávia. Em 1820, sob pressão de comerciantes britânicos com interesses no Extremo Oriente, começaram as negociações para esclarecer a situação no Sudeste Asiático.
As negociações entre Canning e Fagel começaram em 20 de julho de 1820. Os holandeses foram inflexíveis quanto ao abandono britânico de Singapura. De fato, Canning não tinha certeza das circunstâncias exatas em que Singapura foi adquirida e, a princípio, apenas questões não controversas, como direitos de navegação livre e eliminação da pirataria, foram acordadas. As discussões sobre o assunto foram suspensas em 5 de agosto de 1820 e não foram retomadas até 1823, quando o valor comercial de Singapura foi bem reconhecido pelos britânicos.
As negociações foram retomadas em 15 de dezembro de 1823, e as discussões se concentraram no estabelecimento de claras esferas de influência na região. Os holandeses, percebendo que o crescimento de Singapura não poderia ser contido, pressionaram por uma troca em que abandonassem suas reivindicações ao norte do Estreito de Malaca e suas colônias indianas em troca da confirmação de suas reivindicações ao sul do estreito, incluindo os britânicos colônia de Bencoolen. O tratado final foi assinado em 17 de março de 1824 por Fagel e Canning.
O tratado foi ratificado pelo Reino Unido em 30 de abril de 1824 e pela Holanda em 2 de junho de 1824. As ratificações foram trocadas em Londres em 8 de junho de 1824.

## Termos
- Os súditos das duas nações foram autorizados a negociar nos territórios da Índia britânica, Ceilão e da atual Indonésia, Singapura e Malásia com base na "nação mais favorecida", mas tiveram que obedecer aos regulamentos locais.
- As taxas cobradas dos súditos e navios da outra nação eram limitadas.
- Nenhum outro tratado com estados orientais que excluísse o comércio com a outra nação deveria ser feito.
- As forças civis e militares não deveriam ser usadas para impedir o comércio.
- A pirataria deveria ser combatida, nenhum esconderijo ou proteção aos piratas deveria ser fornecido e a venda de produtos piratas não deveria ser permitida.
- Os funcionários não tinham permissão para abrir novos escritórios nas ilhas das Índias Orientais sem a permissão de seu governo na Europa.
- Súditos britânicos terão acesso comercial com as Ilhas Maluku, em particular com Ambon, Banda e Ternate.
- A Holanda cedeu todos os estabelecimentos no subcontinente indiano (Índia holandesa de 1609) e quaisquer direitos associados a eles.
- O Reino Unido cedeu sua fábrica de Fort Marlborough em Bencoolen (Bengkulu) e todas as possessões britânicas na ilha de Sumatra para a Holanda e não estabeleceria outro escritório na ilha ou faria qualquer tratado com seus governantes.
- A Holanda cedeu a cidade e o forte de Malaca e concordou em não abrir nenhum escritório na península malaia ou fazer qualquer tratado com seus governantes.
- Os britânicos retiraram sua oposição à ocupação da ilha de Billiton pela Holanda.
- A Holanda retirou sua oposição à ocupação da ilha de Singapura pelos britânicos.[1][3]
- Os britânicos concordaram em não estabelecer nenhum escritório nas Ilhas Carimon ou nas ilhas de Batam, Bintan, Lingin ou qualquer outra ilha ao sul do estreito de Singapura, ou em fazer quaisquer tratados com os governantes desses lugares.
- Todas as transferências de propriedades e estabelecimentos deveriam ocorrer em 1º de março de 1825, com o retorno de Java à Holanda, conforme a Convenção de Java de 24 de junho de 1817, foi liquidado, além de uma quantia de 100 000 libras esterlinas, que foi a ser pago pela Holanda em Londres antes do final de 1825.
- Britânicos não podem abrir novos lugares em Riau Lingga e sul de Singapura.

## Implicações
O Tratado Anglo-Holandês de 1824 demarcou oficialmente dois territórios: a Malásia, que era governada pelo Reino Unido, e as Índias Orientais Holandesas, que eram governadas pela Holanda. Os estados sucessores da Malásia são a Malásia e Singapura e o estado sucessor das Índias Orientais Holandesas é a Indonésia. A linha que separava as esferas de influência entre os britânicos e os holandeses acabou se tornando a fronteira entre a Indonésia e a Malásia (com um pequeno segmento se tornando a fronteira entre a Indonésia e Singapura). A influência colonial subsequente também afetou a língua malaia que era comumente falado como uma língua regional entre essas ilhas, divergindo nas variantes malaia e indonésia.